# Stereomerus maculatus
Stereomerus maculatus är en skalbaggsart som beskrevs av Maria Helena M. Galileo och Martins 2003. Stereomerus maculatus ingår i släktet Stereomerus och familjen långhorningar. Inga underarter finns listade i Catalogue of Life.